# Collina d'Élancourt
La collina d'Élancourt, conosciuta anche come collina di Revanche (nome riportato nella cartografia ufficiale dell'IGN), è una collina artificiale situata a Élancourt, nel dipartimento francese degli Yvelines. Con un'altitudine di 231 m s.l.m., è il punto più alto di tutta la regione dell'Île-de-France.

## Storia
Nel 1881 l'area era occupata da una cava di pietra molare, che nel 1920 venne acquistata da Joseph Marzi. Dopo la seconda guerra mondiale lo sfruttamento della cava cessò gradualmente e nel 1959, in seguito alla competizione del cemento, l'azienda Marzi chiuse definitivamente. Successivamente il sito della cava divenne una discarica per ospitare i rifiuti provenienti dai comuni di Versailles, Saint-Cyr-l'École, Trappes e Bois-d'Arcy. Nel 1972 la discarica arrivò a coprire 59 ettari. Venne chiusa nel 1974, con l'apertura dell'impianto di trattamento e incenerimento dei rifiuti di Thiverval-Grignon.
Durante gli anni 1970 l'area continuò ad essere utilizzata per depositare il materiale di scavo legato alla costruzione della vicina ville nouvelle di Saint-Quentin-en-Yvelines. Durante gli anni 1980 la collina venne bonificata e trasformata in un parco cittadino; nel 1992 raggiunse la massima altezza. Nel 2004 il consiglio comunale di Élancourt approvò una delibera per rinominare la collina in "collina d’Élancourt".

## Sport
La collina è utilizzata per praticare trekking, jogging e mountain bike. Dal 28 al 29 luglio 2024 la collina ha ospitato le gare di mountain bike dei Giochi della XXXIII Olimpiade lungo un percorso progettato da Nick Floros e realizzato appositamente per l'evento.